# Georges De Caluwé
Georges De Caluwé (Rijsel, 1889 – Antwerpen, 13 december 1962) was een Vlaams radiopionier en –presentator. Hij was de oprichter van de radiozenders “Radio Antwerpen” (1922-1940) (in de volksmond “Radio Kerkske”) en “Radio Uylenspiegel” (1955-1962).

## Biografie
De Caluwé kreeg in 1922 een zendvergunning om een officiële lokale radiozender op te richten, die hij “Radio Antwerpen” noemde. De officiële call was 'Radio ON4ED'. De uitzendingen vonden plaats vanuit de kerktoren van de 'Christuskirche', een voormalige Duitse kerk aan de Bexstraat te Antwerpen, die toen gebruikt werd door een Franstalige protestantse kerk. Als compensatie moest De Caluwé in het begin ook preken voorlezen. De zender kreeg zodoende al gauw de bijnaam “Radio Kerkske”.
Toen de Tweede Wereldoorlog uitbrak vernietigde hij zijn installatie om te vermijden dat de Duitsers er gebruik van konden maken. Na de oorlog kreeg De Caluwé geen nieuwe zendvergunning. Verbitterd richtte hij hierop zijn eigen politieke partij op en bleef illegaal radio uitzenden. Alhoewel hij meer dan 10.000 stemmen haalde, kwam “Radio Kerkske” niet meer in de ether. Hij begon inmiddels een winkel in radio- en televisietoestellen in de Antwerpse Gemeentestraat. In september 1955 nam de Belgische overheid al zijn apparatuur in beslag. De Caluwé besloot hierop dan maar per boot naar de territoriale wateren te varen, waar hij vanuit een boot een nieuwe radiozender oprichtte, “Radio Antwerpen” vanop het schip Uilenspiegel op de Noordzee.
De Caluwé overleed 14 december 1962 na een operatie. Op 16 december 1962 vernietigde een storm zijn radio-apparatuur en kwam het avontuur met Radio Antwerpen vanop de Uilenspiegel officieel ten einde. Twee dagen later keurde de Belgische overheid een wet goed die piratenzenders op zee verbood. Het schip bleef op zee ronddobberen tot het vastliep op het strand van de Nederlandse gemeente Retranchement aan de monding van het Zwin.